# Plamiec agreściak

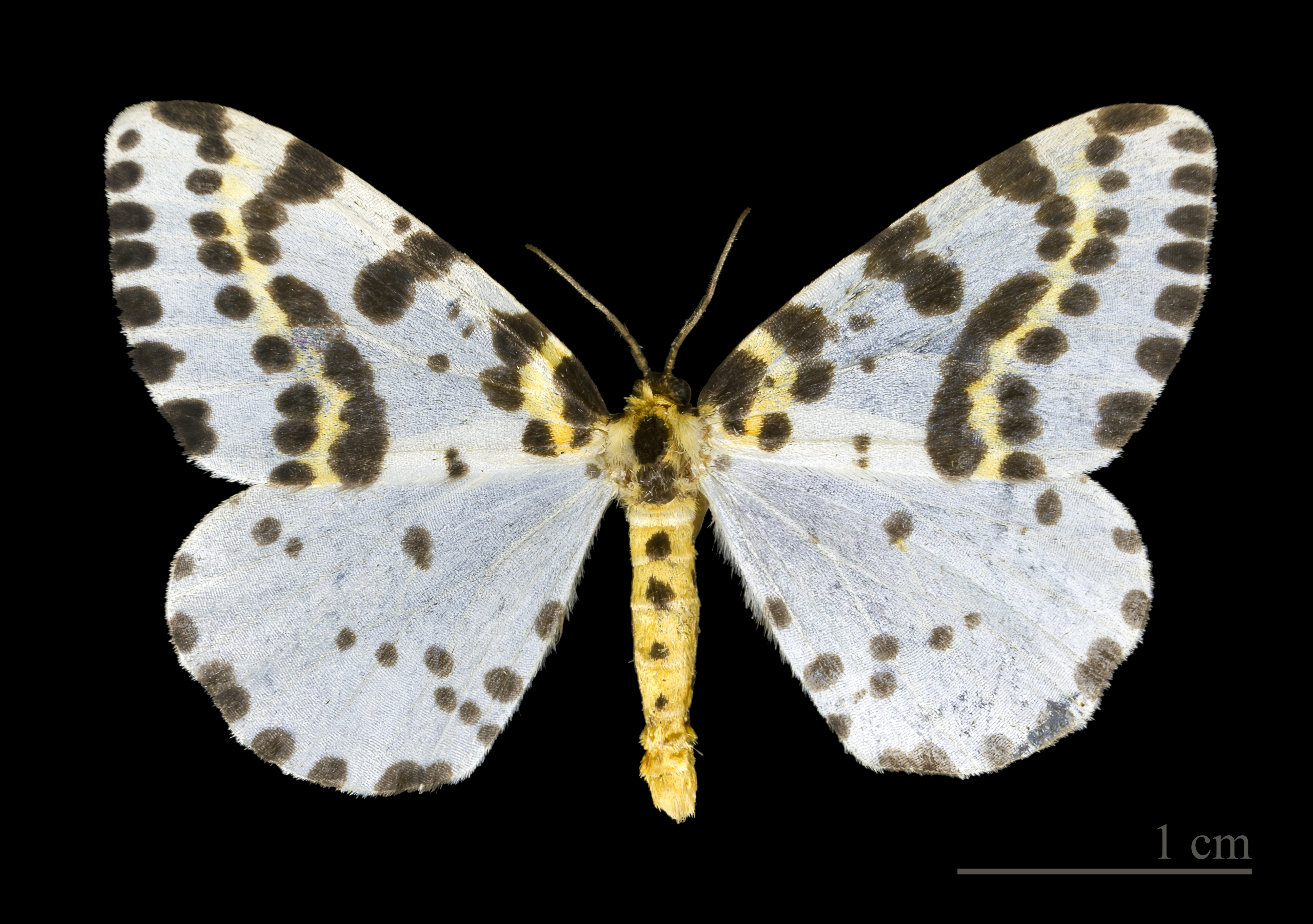
Abraxas grossulariata – ♂

Plamiec agreściak (Abraxas grossulariata, A. grossulariatus) – motyl nocny z rodziny miernikowcowatych (Geometridae).
Wygląd
Rozpiętość skrzydeł 4–5 cm, różnorodne ubarwienie, najczęściej białe skrzydła pokryte brązowymi i żółtymi plamami. Jako jeden z nielicznych posiada zęby, dzięki którym rozdrabnia pokarm. Biało-żółta gąsienica żeruje na pączkach i liściach. Larwy podobne są kształtem i kolorem do gałązek.
Pożywienie
Agrest, liście wielu krzewów.
Występowanie
Azja, Europa